# بئاتریس ون
بئاتریس ون (انگلیسی: Beatrice Van؛ ‏ ۸ اوت ۱۸۹۰ – ۴ ژوئیهٔ ۱۹۸۳) بازیگر و فیلم‌نامه‌نویس اهل ایالات متحده آمریکا بود.
از فیلم‌هایی که وی در آن‌ها نقش داشته‌است، می‌توان به دختران بی‌بندوبار، بگیر و تکانشان بده، شور و اشتیاق سه‌گانه، رگدی رز، و ناگهان عمه آمد، کالیفرنیا درست روبه‌رو و دختر شهر کوچک اشاره نمود.